# Сжигание сухой травы (картина)
«Сжигание сухой травы» или «Выжиг» (фин. Raatajat rahanalaiset – в дословном переводе «Труженики, нуждающиеся в деньгах»; или фин. Kaski) — картина Ээро Ярнефельта. Находится в коллекции музея Атенеум.

## Описание картины
Главная героиня картины — Йохана Кокконен, четырнадцатилетняя крестьянка. Её одежда и лицо перепачкано сажей. Живот раздут от голода. Её взгляд содержит упрёк, обращённый к зрителю. Рядом с девочкой мужчина, одетый в шляпу. На заднем плане можно увидеть и других работников. Труженики находятся на высоком холме, с которого открывается вид на сопку Коли.

## История создания

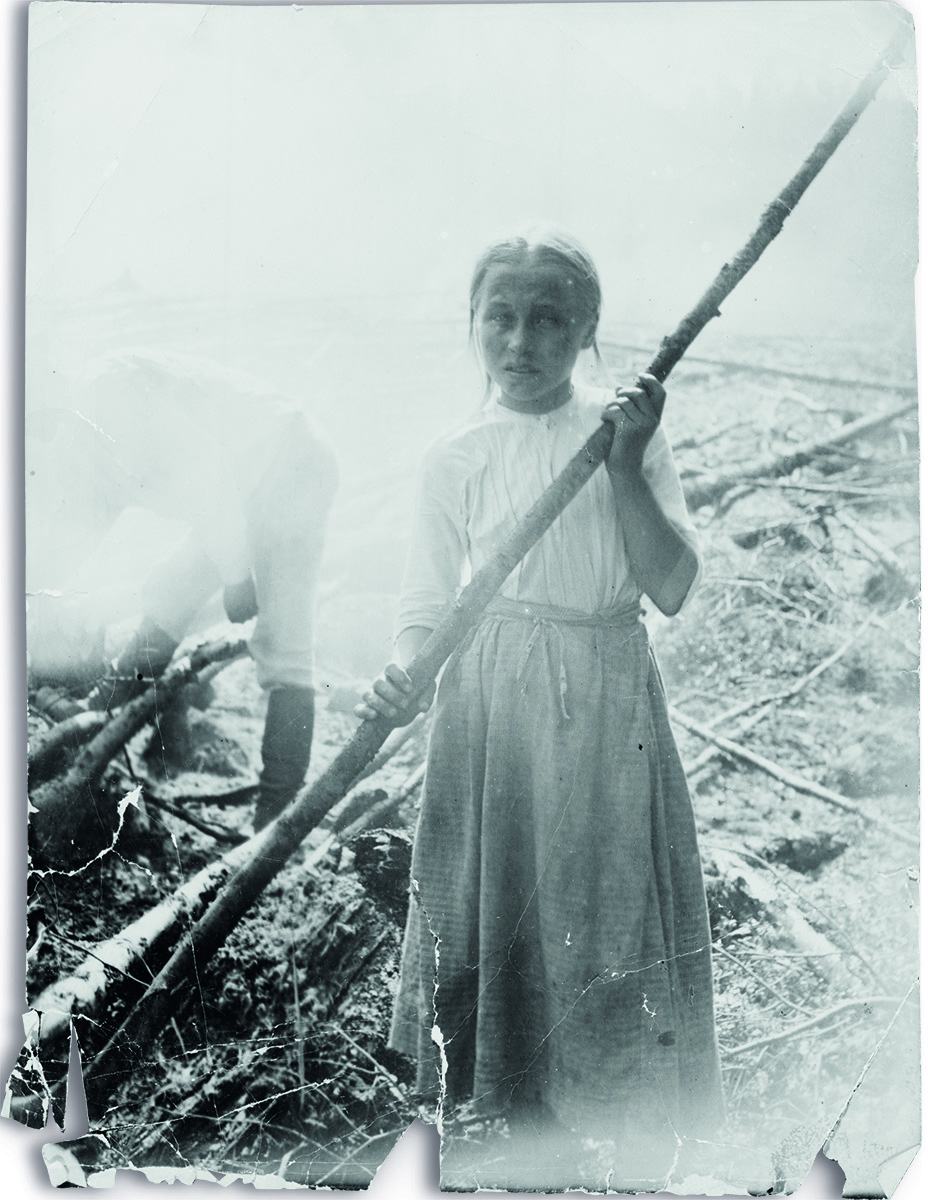
Йохана Кокконен в 14 лет

Вдохновением для картины послужил неурожай в 1892—1893 года. В это время Ээро Ярнефельт делает пейзажные наброски и портреты крестьян, занимающихся подсечно-огневым земледелием.
Название картины (Raatajat rahanalaiset, в дословно переводе «Труженики, нуждающиеся в деньгах») вызывает аллюзию на строчку из эпоса «Калевала»: «фин. Tuop’ on piika pikkarainen, raataja rahanalainen» — «Туони маленькая дева, низкорослая служанка, так ответила, сказала: „Снова видно: ты обманщик!“» (пер. Эйно Киуру и Армаса Мишина). Раннее название картины: «Девочка-служанка». Позднее название сменил сам Ярнефельт.